# Cyrtomium shingianum
Cyrtomium shingianum är en träjonväxtart som beskrevs av H. S. Kung och P. S. Wang. Cyrtomium shingianum ingår i släktet Cyrtomium och familjen Dryopteridaceae. Inga underarter finns listade.